# Últimos Dias
Últimos Dias é o primeiro álbum de estúdio da banda brasileira de rock Kiara Rocks. O álbum foi produzido pelo próprio Cadu Pelegrini, e foi gravado e lançado de maneira totalmente independente pela banda, após anos de estrada no underground paulistano.
A faixa número 10, Invisível (L.C.E), se tornou uma das grandes favoritas dos fãs.
O álbum tem seu direcionamento musical mais voltado para o Hard Rock e Rock Alternativo, menos 'pesado' que os álbuns sucessores. O segundo single do álbum, a faixa Todos Os Meus Passos (que também foi lançada como clipe) foi regravada em uma versão acústica para o segundo álbum, com participação de Tracii Guns.

## Faixas
| N.º            | Título                                         | Duração |  |
| 1.             | "Últimos Dias"                                 | 3:36    |  |
| 2.             | "Até Que Se Prove"                             | 3:25    |  |
| 3.             | "Todos Os Meus Passos"                         | 3:53    |  |
| 4.             | "Mais Uma Noite"                               | 3:45    |  |
| 5.             | "Antes De Tentar"                              | 3:18    |  |
| 6.             | "Pode Apostar"                                 | 3:18    |  |
| 7.             | "Incertezas"                                   | 3:39    |  |
| 8.             | "Falso Alarme"                                 | 3:30    |  |
| 9.             | "Outro Alguém"                                 | 3:24    |  |
| 10.            | "Invisível (L.C.E)"                            | 3:29    |  |
| 11.            | "Nada A Perder (feat. Herros Trench & Pompeu)" | 3:53    |  |
| 12.            | "Pode Apostar (Acústico)"                      | 3:31    |  |
| 13.            | "Últimos Dias (Acústico)"                      | 3:47    |  |
| Duração total: | Duração total:                                 | 46:35   |  |

## Créditos
- Cadu Pelegrini - vocal, guitarra
- Anselmo Fávaro - guitarra
- Phil Bonaño - guitarra
- Juninho - baixo
- Greg - bateria
- Markão - percussão

Produtor
- Cadu Pelegrini